# محصول مصفف
المحصول المُصفف أو المحصول الصفي (بالإنجليزية: row crop)، هو نوع من المحاصيل الزراعية التي زرعت عادةً باستعمال آليات الزرع الميكانيكية في خطوط فردية متباعدة الصفوف للسماح بمرور الآليات خلال الأجزاء الأولى من موسم النمو. تزرع هذه المحاصيل عن طريق الحفر بدلاً من البذار.
يتم ري 20٪ من المحاصيل في جميع أنحاء العالم، مع استفادة بعض المحاصيل مثل الأرز والذرة من المياه الزائدة. خلال موسم النمو، يتم تجريف المساحات بين الصفوف مرتين إلى أربع مرات ويتم إزالة الصفوف للحفاظ على الرطوبة وتحسين التهوية. ونتيجة لذلك، يزداد النشاط الميكروبيولوجي للتربة ويكثف تعبئة العناصر الغذائية. المحاصيل الصفية هي سلائف قيمة لمحاصيل الحبوب الربيعية والكتان والقنب. يمتد التأثير المفيد للمحاصيل الصف إلى المحصول الثاني.
تشمل الأمثلة على المحاصيل المصففة؛ عباد الشمس والبطاطا والكانولا والفاصوليا الجافة والبازلاء الميدانية والكتان والزعفران والحنطة السوداء والقطن والذرة وفول الصويا والشمندر السكري.